# Henry Dutton

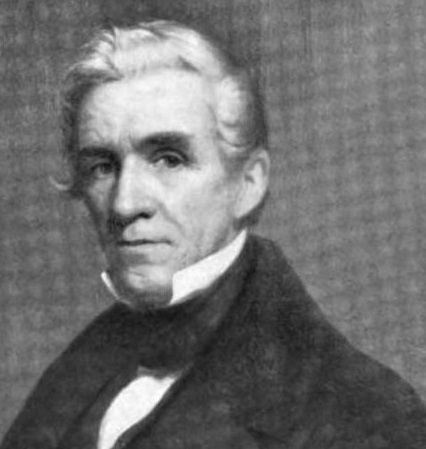
Henry Dutton

Henry Dutton (* 12. Februar 1796 in Plymouth, Connecticut; † 26. April 1869) war ein US-amerikanischer Politiker und von 1854 bis 1855 Gouverneur des US-Bundesstaates Connecticut. Er war Mitglied der Whig Party.

## Frühe Jahre und politischer Aufstieg
Henry Dutton graduierte 1818 an der Yale University, studierte anschließend Jura und bekam dann 1823 seine Zulassung als Anwalt. Ferner unterrichtete er auch zwischen 1821 und 1823 selbst an der Yale und war zwei Jahre lang Schulleiter (engl.) an der Fairfield Academy. Einige Zeit später entschloss er sich in die Politik zu gehen und war 1828, 1834, 1838, 1839, sowie 1850 im Repräsentantenhaus von Connecticut tätig. Nach seinem Umzug 1847 nach New Haven wurde er als Kent Professor of Law at Yale eingestellt, eine Stellung, die er bis zu seinem Tod behielt. Dutton saß auch 1849 im Senat von Connecticut, war dann zwischen 1852 und 1853 Richter am New Haven County Court und scheiterte 1853 bei seiner Kandidatur für das Amt des Gouverneurs von Connecticut.

## Gouverneur von Connecticut
Dutton gewann 1854 die Gouverneursnominierung der Whigs und wurde im selben Jahr durch eine Legislativabstimmung (140 zu 93) zum Gouverneur von Connecticut gewählt. Während seiner Amtszeit wurden im Mai 1854 das Kansas-Nebraska-Gesetz sowie ein Prohibitionsgesetz bestätigt. Das erste Gesetz führte zu einem großen Meinungsstreit im ganzen Staat. Es machte Sklaverei in einem neuen großen Gebiet rechtlich möglich und belebte wieder den herben Streit über die Ausdehnung der Sklaverei, welcher nach der Übereinkunft von 1850 ruhte und somit den Beginn des Sezessionskriegs beschleunigte. Dutton stellte sich 1855 zur Wiederwahl, scheiterte aber. Seine Amtszeit ging vom 3. Mai 1854 bis zum 2. Mai 1855.

## Weiterer Lebenslauf
Nachdem er sein Amt verlassen hatte, war zwischen 1861 und 1866 als Richter am Superior Court sowie am Supreme Court of Errors tätig. Henry Dutton verstarb am 12. April 1869 und wurde auf dem Grove-Street-Friedhof beigesetzt.